# Abbesses
Abbesses è una stazione della linea 12 della metropolitana di Parigi.

## La stazione
È la stazione più profonda della metropolitana di Parigi, con i suoi 36 metri al disotto del livello stradale. Due scale e due ascensori servono la stazione.

### Origine del nome
La stazione prende il nome da place des Abbesses che a sua volta ricorda l'abbaye des Dames-de-Montmartre.

### Storia
La stazione venne aperta il 31 ottobre 1912.
L'edicola Guimard che orna l'accesso alla stazione era in origine posta presso la fermata Hôtel de Ville e venne posta ad Abbesses nel 1974. La sua presenza all'ingresso di una stazione costruita dalla Société du chemin de fer électrique souterrain Nord-Sud de Paris costituisce un falso storico, in quanto tale compagnia non usava quel tipo di edicole nelle sue stazioni.

### Architettura
La stazione venne costruita dalla Société du chemin de fer électrique souterrain Nord-Sud de Paris e (come tutte le stazioni realizzate da questa società) presentava una decorazione molto elaborata: il nome della stazione era dipinto su piastrelle di maiolica, i muri erano decorati con degli affreschi e sui timpani era stampigliata la direzione dei treni.
Negli anni '50, nell'intento di rinnovare l'aspetto della stazione, venne realizzata una ristrutturazione seguendo delle linee più moderne.
Nel 2006-2007, la stazione è stata nuovamente ristrutturata, riportando i marciapiedi allo stile originario.

## Accessi
- Una scala su place des Abbesses, di fronte al 2 di rue de la Vieuville.

## Interscambi
- Bus RATP - Montmartrobus